# 메리 케이 플레이스
메리 케이 플레이스(Mary Kay Place, 1947년 9월 23일 ~ )는 미국의 배우, 가수이다.

## 영상 목록

### 영화
- 벤자민 일등병 (1980)
- 새로운 탄생 (1983)
- 캡틴 론 (1992)
- 레인메이커 (1997)
- 존 말코비치 되기 (1999)
- 이유있는 반항 (2009)
- 더 프롬 (2020) - 에마의 할머니 역

### 텔레비전
- 웨스트 윙 (2001-04)
- 로앤오더: 성범죄 전담반 (2002)
- 그레이 아나토미 (2006-18)
- 9-1-1: 론 스타 (2020)

## 음반 목록

### 정규 앨범
- Tonite! At the Capri Lounge Loretta Haggers (1976)
- Aimin' to Please (1977)
- Almost Grown (2011)